# Film d'amour et d'anarchie
Ne doit pas être confondu avec Amour Anarchie.
Pour plus de détails, voir Fiche technique et Distribution.
Film d'amour et d'anarchie (Film d'amore e d'anarchia, ovvero 'stamattina alle 10 in via dei Fiori nella nota casa di tolleranza...) est un film italien réalisé par Lina Wertmüller, sorti en 1973. 
Giancarlo Giannini remporta le prix d'interprétation masculine au Festival de Cannes 1973 pour son rôle de Antonio Soffiantini "Tunin".

## Synopsis
Tonino, un anarchiste de campagne va quitter son village pour Rome dans le but de tuer Mussolini. Pour l'aider on lui fournit un contact, Salomé, une prostituée de Rome étant à l'origine du complot. Vivant dans un lupanar en attendant le jour J, il tombe amoureux de Tripolina, une autre pensionnaire. Dès lors il fera face à un dilemme, poursuivre son action politique ou vivre son histoire d'amour.

## Fiche technique
- Titre original : Film d'amore e d'anarchia, ovvero 'stamattina alle 10 in via dei Fiori nella nota casa di tolleranza...
- Titre français : Film d'amour et d'anarchie
- Réalisation : Lina Wertmüller
- Scénario : Lina Wertmüller
- Photographie : Giuseppe Rotunno
- Musique : Nino Rota et Carlo Savina
- Production : Billy "Silver Dollar" Baxter, Romano Cardarelli et Herbert R. Steinmann
- Pays d'origine :  Italie
- Format : Couleurs - 1,85:1 - Mono
- Genre : Comédie dramatique
- Dates de sortie :
  -  Italie : 21 février 1973

## Distribution
- Giancarlo Giannini : Antonio Soffiantini "Tunin"
- Mariangela Melato : Salomè
- Lina Polito : Tripolina
- Eros Pagni : Giacinto Spatoletti
- Pina Cei : Madame Aïda
- Elena Fiore : Donna Carmela
- Roberto Herlitzka : Pautasso